# Sakharove
Sakharove  (ucraniano: Сахарове) es una localidad del Raión de Berezivka en el Óblast de Odesa de Ucrania. Según el censo de 2001, tiene una población de 249 habitantes.